# Ayuntamiento de Santiago de Cuba
El Museo del Primer Frente Oriental José Martí, más conocido como Ayuntamiento de Santiago de Cuba es un museo por inaugurar ubicado en la ciudad de Santiago de Cuba, donde tradicionalmente había estado ubicada la sede del gobierno de la ciudad. Aún hoy, se realizan aquí las reuniones protocolares en de la Asamblea Municipal del Poder Popular.

## Historia

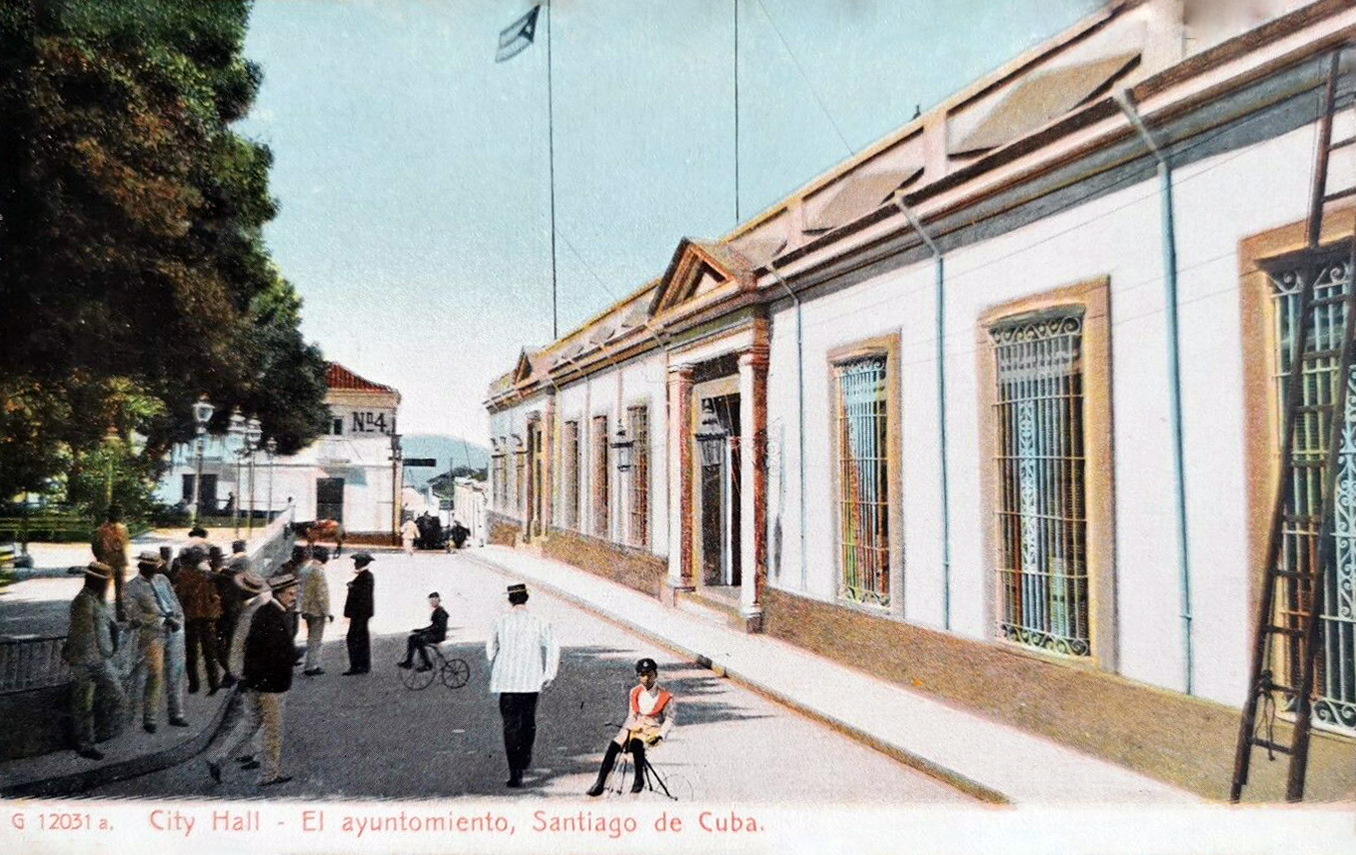
Imagen del Ayuntamiento desde 1850 a 1950

Fue fundado en este sitio en 1516 la sede del Cabildo de Santiago de Cuba por Diego Velázquez de Cuéllar, el cual eligió a Hernán Cortés como su primer alcalde. 
A mediados del siglo XIX se procedió a su reconstrucción. Fue la sede del gobierno militar estadounidense en la ciudad cuando fue tomada producto de la Guerra Hispano-Estadounidense. 
El actual edificio fue inaugurado en 1954 debido a que el anterior estaba en un pésimo estado de deterioro. Este sitio es famoso debido a que desde su balcón central, Fidel Castro proclamó el triunfo de la Revolución cubana el 1 de enero de 1959 y donde proclamó a Santiago de Cuba como capital provisional de la República. A lo largo de los años fueron comunes los discursos de Fidel desde este lugar, entre ellos la proclamación de Santiago de Cuba como Ciudad Héroe de la República de Cuba. 
Fue declarado Monumento nacional por la Resolución 179/2002. En 2016 dejó de ser la sede del gobierno de la ciudad, condición que ostentó durante 500 años y se convertirá en en museo revolucionario, aunque el salón de protocolo seguirá usándose por la Asamblea Municipal del Poder Popular. Este sitio es uno de los símbolos indiscutidos de la ciudad.

## Fiesta de la Bandera
Desde el 1 de enero de 1901, este sitio es la sede de la tradicional Fiesta de la Bandera, en la que, para recibir el año nuevo, se iza una bandera cubana de gran tamaño a las 0:00 horas mientras se canta el Himno Nacional de Cuba. Se cree que si la bandera hondea sin complicación augura un buen año, y si se traba en el izaje o tarda en ondear augura un mal año. Esta creencia es generalizada debido a que en los años en que hay defectos en el izaje o la bandera no ondea, suceden eventos catastróficos como el terremoto de 1932, el paso del huracán Sandy o la pandemia del covid-19.

## Ubicación
Está ubicado en la Plaza de Armas o Parque Céspedes, el corazón histórico de Santiago de Cuba. Su entrada se localiza en la calle Aguilera entre las calles Santo Tomás y San Pedro, en el Centro histórico de la ciudad.